# Tse Tsun Yu
Tse Tsun Yu (romanización de 俞德浚) (1908-1986) fue un botánico chino especialista particularmente en la flora de Yunnan y Sichuan, provincias chinas que poseen la mayor diversidad floral en China.

## Biografía
Fue enseñado por Hu Xiansu, y fue cofundador del Instituto Botánico Kunming, CAS. Trabajó como editor de la Flora Reipublicae Popularis Sinicae y director del Instituto de Botánica de la Academia China de las Ciencias.
Fue un coleccionista prolífico de especímenes vegetales en Yunnan, haciendo expediciones a las inexploradas montañas en el noroeste de la provincia. Miles de ejemplares que coleccionaba fueron exportados a Arnold Arboretum en Boston, Massachusetts, y en el Royal Botanic Garden Edinburgh quienes financiaban las expediciones en 1937.
En 1979, realiza un tour por EE. UU. como parte de la delegación de la Sociedad Botánica de la República del Pueblo de China en acuerdos recíprocos con la Botanical Society of America. Esa colaboración permitió el Proyecto de Flora de China comenzando prontamente tras el deceso de Yu, publicándose en 1994.
Fue compilador de "The Botanical Gardens of China", de 319 páginas, publicado en 1983 por Science Press (Pekín) ISBN 9780945345084, con muchas fotos a color y cartas de cada jardín botánico.
- La abreviatura «T.T.Yu» se emplea para indicar a Tse Tsun Yu como autoridad en la descripción y clasificación científica de los vegetales.[5]